# 尤袤
尤袤（1127年3月28日—1194年），字延之，號遂初居士，晚年號樂溪、木石老逸民，常州無錫縣人，南宋詩詞四大家之一。
紹興十八年（1148年）考取進士，官拜太常少卿，權充禮部侍郎兼修國史，又曾權中書舍人兼直學士。諡文簡。

## 生平
宋靖康二年（1127年）二月十四日（3月28日），出生於無錫一個書香門第中，祖父尤申、父尤時享。5歲能作詩，10歲有神童之稱，15歲以詞賦聞名於毗陵，紹興十八年（1148年）進士，三十一年（1161年），任泰興縣令，任上面革除苛捐弊政，又號召軍民整修城廓。同年十月，金兵南侵，揚州、真州等城陷落，只有「泰興以有城得全」。
尤袤以政績奉調入京，任秘書丞兼國史院編修官和實錄院檢討官，並任太子侍讀，但乾道八年（1172年）二月，他聯同大臣反對宋孝宗任用安慶軍節度使張說執政，九年（1173年）被趕出京城，任台州知州。尤袤在台州期間，曾減免萬戶貧民的稅收，並加高城牆，往後台州發生洪水時，城區由於城牆高而未受淹。
尤袤在台州任官時，孝宗曾派人對尤袤進行秘密調查，使者在台州聽到的是民眾對尤袤的讚譽，回京匯報，孝宗對尤袤十分欣賞，不久提升他為淮東（今淮揚一帶）提舉常平，後又調任江東（今南京、廣德一帶）提舉常平。江東大旱，尤袤率民抗災，並設法賑濟災民。後升為江南西路轉運判官兼隆興府知府。
淳熙九年（1182年），尤袤被召入京，授吏部郎官、太子侍講，後提升為樞密檢正兼左諭德。十年（1183年）夏大旱，尤袤上書直言：“催科峻急而農民怨；關征苛察而商旅怨；差注留滯，士大夫有失職之怨；給浚削，而士卒又有不足之怨；奉讞不時報，而久繫囚者怨；幽枉不獲伸，而負累者怨；強暴殺人，多特貸命，使已死者怨；有司買納，不即酬價，負販者怨。”他要求孝宗革除弊政，以消民怨。十四年（1187年），遷太子左諭德，任太常少卿。
不過，十六年（1189年），宋光宗即位，尤袤眼見他即位後即任用親信和濫施爵賞感到憂慮，並引用唐太宗登基後不私秦王府舊人的故事，想引起光宗的重視，但尤袤被指控為周必大黨羽。紹熙元年（1190年），出京任婺州知州、太平州知州。
此時他要求光宗“澄神寡慾”、“虛己任賢”，宋光宗取消陞遷一些近臣，但尤袤上諫曾惹起光宗大怒，把奏章撕得粉碎。尤袤對於光宗朝令夕改感到不滿，多次辭官，但光宗不同意，並遷升他為禮部尚書。70歲時，致仕歸家，五年（1194）十月，病逝。
他死後，子孫仍居於無錫許舍山。《無錫金匱縣志·隱逸篇》記載，南宋滅亡後，其曾孫尤山「杜門不出，隱於許舍故居，或勸之仕。曰：‘我家三百年，科第十世，冠裳宋恩渥唉！何忍先身？’」有說尤氏故居位於許舍山今白石里土地堂，後東遷庵西村，在千年變遷中，當時的亭園亭池館已受破壞，而近代本仍可見的部分房基遺蹟亦遭平毀。

## 作品
尤袤作品受道家影響，詩作中有迂闊濫熟之詞，元代人方回指，南宋“中興以來，言詩者必曰尤、楊、范、陸。”尤袤、楊萬里、范成大、陸游並稱為南宋四大詩人，但尤袤的大量詩稿和其他著作以及3萬多卷藏書，在他死後卻因家門失火而被焚，現僅存59首詩，由清代後人尤侗從地方志等文獻中搜集而得。從這些殘篇看出，尤袤與陸、楊、范三位詩人都對南宋朝廷偏安表露不滿及悲憤，如其詩作《淮民謠》中描述流民的苦難：“流離復流離，忍凍復忍饑；誰謂天地寬，一身無所依。淮南喪亂後，安巢亦未久，死者積如麻，生者能幾口，荒樹日西斜，撫摩力不給，將奈此憂何？”
尤袤一生嗜書，早有“尤書櫥”之稱，“嗜好既篤，網羅斯備”，沒讀過的書，他就要想盡辦法找來閱讀，讀後不僅要做筆記，借來的還要抄錄收藏，“饥读之，以当肉；寒读之，以当裘；孤寂而读之，以当朋友；幽忧而读之，以当金石琴瑟也！”，編有《遂初堂書目》1卷，分經為9門，史為18門，子為12門，集為5門，有時一書兼載數本以資互考，但不作解題，且不載卷數和撰人，與《崇文總目》、《郡齋讀書志》等同為較早的宋人重要目錄書。
尤袤曾把藏書“匯而目之”編成《遂初堂書目》一卷，成為中國最早的版本目錄，該書把圖書分成44類，包括經、史、子、集、稗官小說，釋典道教、雜藝、譜錄等，可惜這些資料因宅第失火而焚之一炬，僅留下《遂初堂書目》一部。

## 延伸阅读
[在维基数据编辑]
 在维基文库阅读此作者作品
 《宋史·卷389》，出自脱脱《宋史》